# Abel Fabre
Abel Fabre  fue un escultor francés, nacido el año 1846 en Blagnac y fallecido el 1922.

## Datos biográficos
Fue profesor de la Escuela Superior de las Bellas Artes de Toulouse.
Abel Fabre coincidió en el claustro de profesores en 1907, con Camille Raynaud, siendo ambos profesores del escultor Sylvestre Clerc.

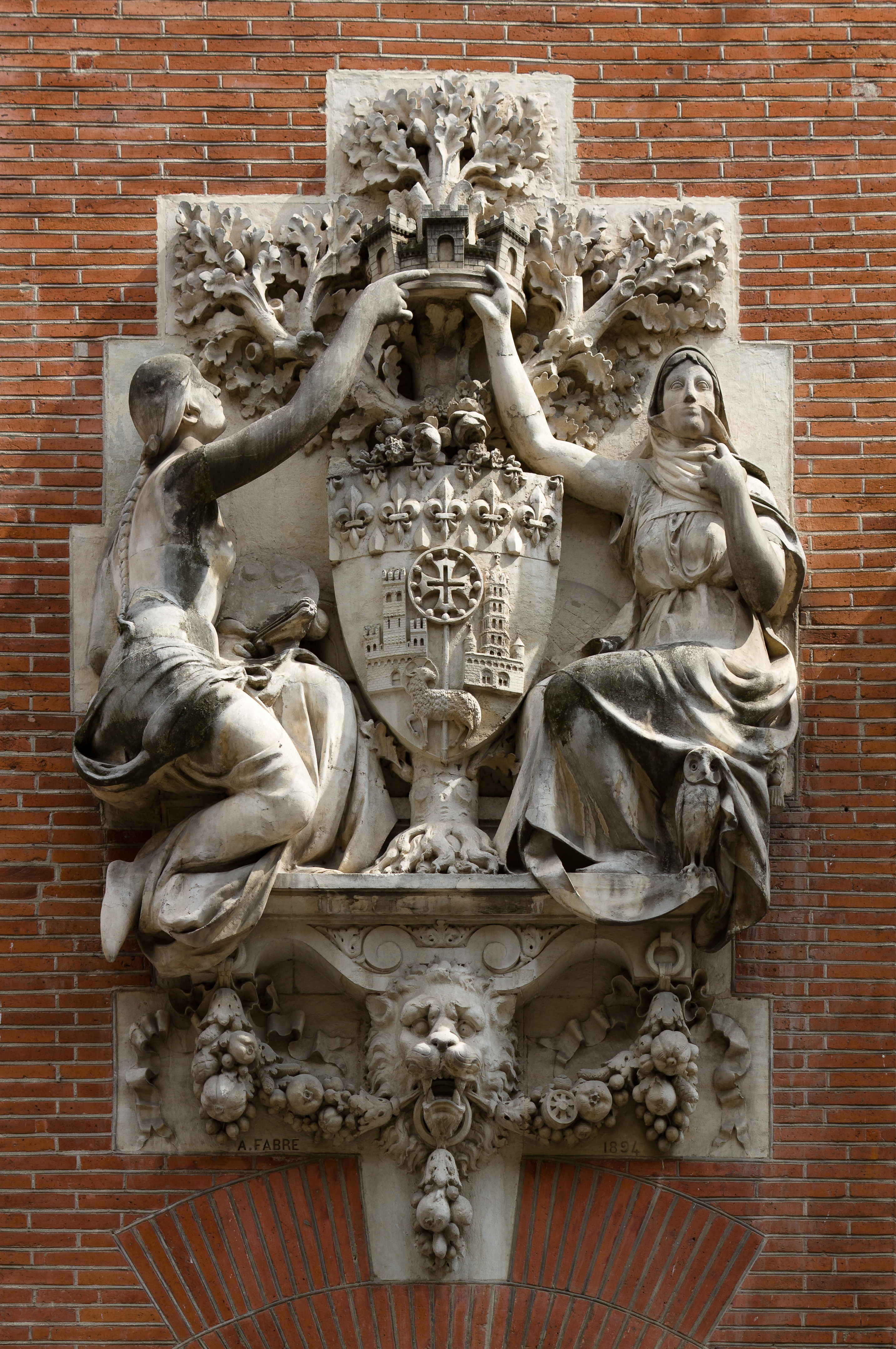
Figuras alegóricas de la Ciencia y las Artes sustentando a la villa de Toulouse. Relieve esculpido en la fachada del Museo de los Agustinos.
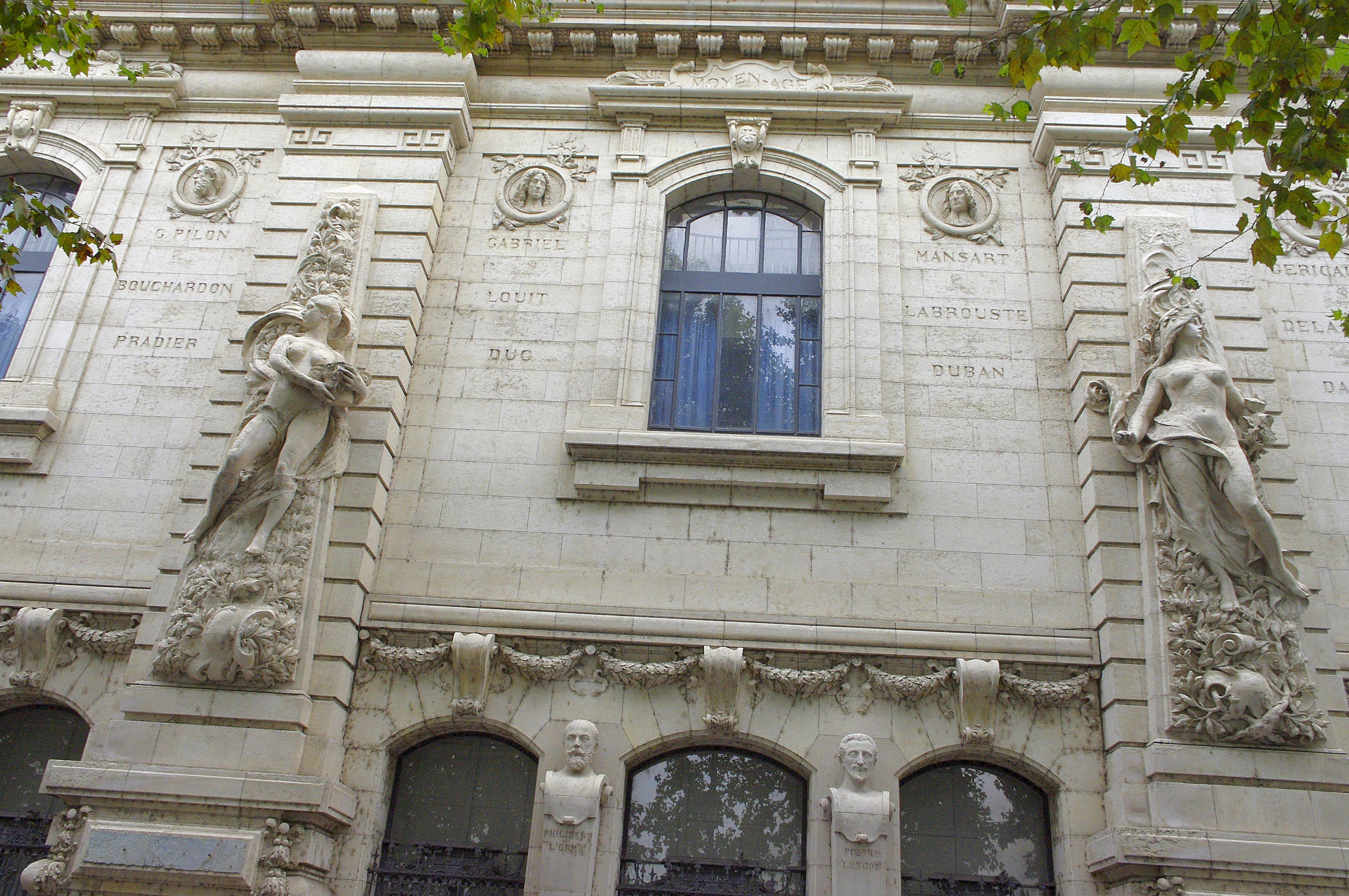
Fachada de la Escuela Superior de las Bellas Artes de Toulouse. A la izquierda la estatua alegórica de la Arquitectura por Abel Fabre. A la derecha la estatua alegórica de la Pintura por Alexandre Laporte.